# Barbara Imperiali
Barbara Imperiali (* 1. Januar 1957) ist eine britisch-amerikanische Chemikerin.
Imperiali erwarb 1979 am University College London einen Bachelor in medizinischer Chemie und 1983 bei Satoru Masamune (1928–2003) am Massachusetts Institute of Technology (MIT) mit der Arbeit Synthesis of ansamycins: the ansa chain of Rifamycin S einen Ph.D. in synthetischer organischer Chemie. Als Postdoktorandin arbeitete sie anschließend am MIT bei Masamune und an der Brandeis University bei Robert H. Abeles. 1986 erhielt sie an der Carnegie Mellon University eine erste Professur (Assistant Professor), 1989 am California Institute of Technology (Caltech). 1995 wurde sie am Caltech Associate Professor, 1997 erhielt sie eine ordentliche Professur. 1999 wechselte sie wieder an das Massachusetts Institute of Technology. Hier ist sie (Stand 2017) Class of 1922 Professor of Chemistry and Professor of Biology. Seit 2011 ist sie zusätzlich Mitglied des Broad Institute, einer gemeinsamen Einrichtung von MIT und Harvard University. 1993 wurde sie Sloan Research Fellow.
Die Arbeitsgruppe von Imperiali befasst sich mit verschiedenen Aspekten von Proteinstruktur, -funktion und -design. Grundsätzliche Fragestellungen auf der Grenze zwischen Chemie und Biologie werden mit einem multidisziplinären Ansatz aus Synthese, molekularer Modellierung, Enzymologie und Molekularbiologie angegangen. Insbesondere befassen sich Imperiali und Mitarbeiter mit der posttranslationalen Modifikation von Proteinen und hier wiederum mit dem Schwerpunkt auf enzymgesteuerte Glykosylierungen.
2001 wurde Imperiali in die American Academy of Arts and Sciences gewählt, 2010 in die National Academy of Sciences und 2025 in die Royal Society. Für 2006 wurde ihr der Vincent du Vigneaud Award zugesprochen.